# Vyezdnoe
Vyezdnoe (in russo Выездное?) è un insediamento di tipo urbano della Russia europea centrale, situata nella oblast' di Nižnij Novgorod; appartiene amministrativamente al rajon Arzamasskij.